# Шпайхинген
Шпайхинген (нем. Spaichingen) — город в Германии, в земле Баден-Вюртемберг. 
Подчинён административному округу Фрайбург. Входит в состав района Тутлинген.  Население составляет 12 307 человек (на 31 декабря 2010 года). Занимает площадь 18,50 км². Официальный код  —  08 3 27 046.